# Şirin Hatun
Şirin Hatun (před 1450 – po 1500) byla druhou manželkou osmanského sultána Bajezida II. a matkou prince Abdullaha a princezny Aynışah Sultan. 

## Život
O životě Şirin Hatun před tím, než se stala manželkou sultána se toho příliš neví. V Osmanských spisech se uvádí, že byla Hātun binti Abdullah (Dcera Abdullahova), což znamená, že byla harémová konkubína, která konvertovala na Islám, nebo že její otec byl křesťan a konvertoval na Islám. Bayezid si vzal Şirin v roce 1464 v Amasyi. Když byl Bayezid ještě princem a guvernérem Amasye, porodila mu prvního syna Abdullaha v roce 1465 a v roce 1490 se jim narodila dcera Aynışah Sultan.
V roce 1481 byl Abdullah poslán do Manisy (tehdy Saruhan) a poté ještě téhož roku do Karamanu. Şirin jej následovala. 
Po smrti prince Abdullaha během jeho pobytu v provincii se Şirin odstěhovala do Bursy v roce 1483. Tady začala plánovat svou charitativní práci. Vybudovala hrobku Hatuniye v kostele v Trabzonu a zde také nechala pochovat svého syna Abdullaha. Zde byla po své smrti pohřbena také.

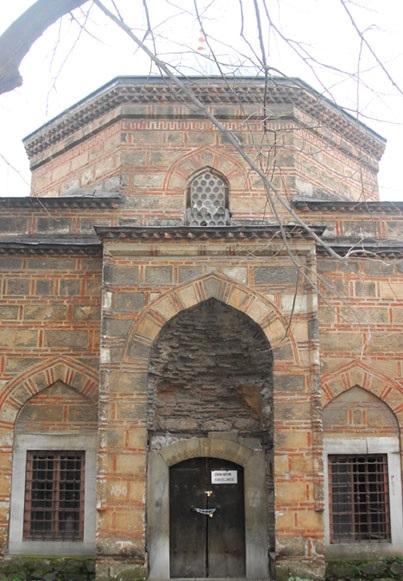
Mauzoleum Şirin Hatun v Burse
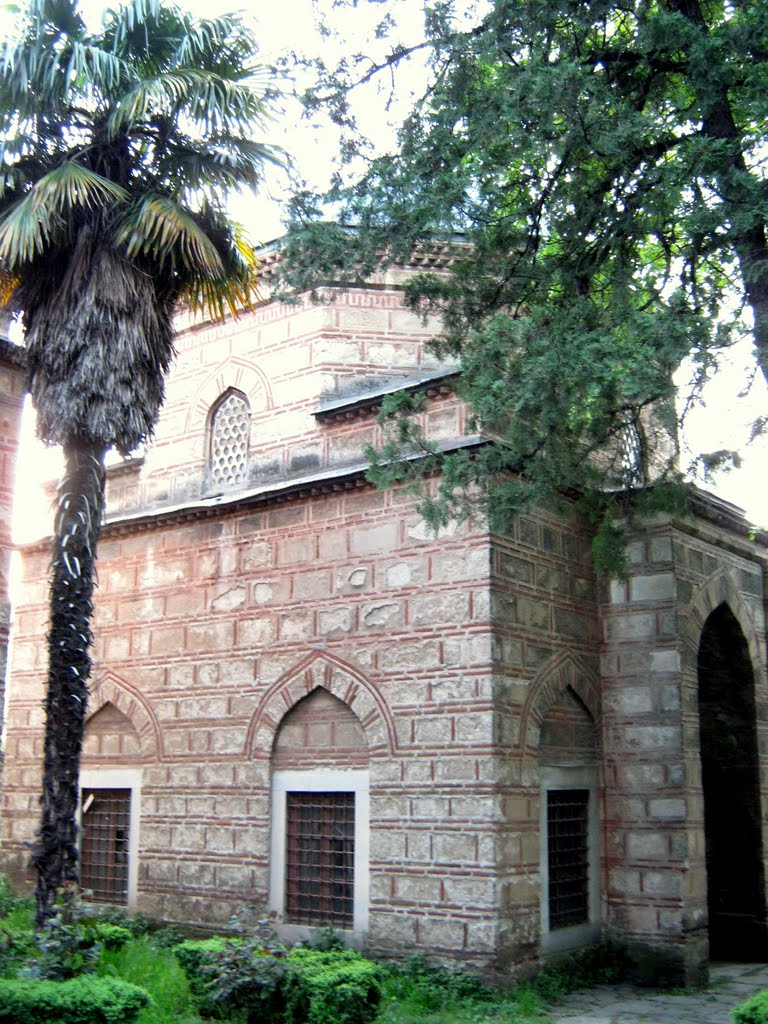
Pohled na mauzoleum z boku